# Dean Martin Sings Songs from „The Silencers”
Dean Martin Sings Songs from "The Silencers" – dziewiętnasty studyjny album Deana Martina z 1966 zawierający utwory z filmu The Silencers. Został zaaranżowany przez Erniego Freemana i Gene'a Page'a. 

## Utwory
| 1.  | The Glory of Love (Billy Hill)                                 | 2:20  |
|     |                                                                |       |
| 2.  | Empty Saddles (in the Old Corral) (Hill)                       | 2:22  |
|     |                                                                |       |
| 3.  | Lovey Kravezit                                                 | 2:28  |
|     |                                                                |       |
| 4.  | The Last Round-Up (Hill)                                       | 3:14  |
|     |                                                                |       |
| 5.  | Anniversary Song (Saul Chaplin, Al Jolson)                     | 2:33  |
|     |                                                                |       |
| 6.  | Side by Side (Harry M. Woods)                                  | 2:15  |
|     |                                                                |       |
| 7.  | South of the Border (Michael Carr, Jimmy Kennedy)              | 2:41  |
|     |                                                                |       |
| 8.  | Red Sails in the Sunset (Kennedy, Hugh Williams)               | 2:38  |
|     |                                                                |       |
| 9.  | Lord, You Made the Night Too Long (Michelle Lewis)             | 2:34  |
|     |                                                                |       |
| 10. | If You Knew Susie (Like I Know Susie) (Joseph Meyer)           | 2:14  |
|     |                                                                |       |
| 11. | On the Sunny Side of the Street (Dorothy Fields, Jimmy McHugh) | 2:34  |
|     |                                                                |       |
| 12. | The Silencers (Elmer Bernstein, Hal David)                     | 2:13  |
|     |                                                                |       |
|     |                                                                | 30:06 |
|     |                                                                |       |